# Monts Saltoro
Les monts Saltoro, ou Saltoro Muztagh, sont un massif montagneux du Karakoram qui culmine au Saltoro Kangri à 7 742 m d'altitude.

## Source de la traduction
- (en) Cet article est partiellement ou en totalité issu de l’article de Wikipédia en anglais intitulé « Saltoro Mountains » (voir la liste des auteurs).